# Marana (Arizona)
Marana ist eine Stadt im Pima County im US-Bundesstaat Arizona, nordwestlich von Tucson. Sie hat etwa 52.000 Einwohner (Stand 2020) auf einer Fläche von 190,5 km² und befindet sich an der Interstate 10.

## Wirtschaft und Infrastruktur
Der Flugplatz Pinal Airpark, früher Marana Airport (ICAO-Code: KMZJ, IATA-Code: MZJ, FAA-Code: MZJ) gehört neben dem Mojave Air & Space Port in Kalifornien zu den bekannten Stellplätzen für ausgemusterte Flugzeuge. Er befindet sich, gut zehn Kilometer außerhalb, nordwestlich der Stadt. Näher an Marana liegt südwestlich der Marana Regional Airport (ICAO-Code: KAVQ, IATA-Code: AVW, FAA-Code: AVQ), ehemals Avra Valley Airport.

## Einwohnerentwicklung
| Jahr | Einwohner |
| ---- | --------- |
| 1990 | 2.187     |
| 2000 | 13.556    |
| 2005 | 26.098    |
| 2010 | 34.961    |
| 2010 | 34.961    |
| 2020 | 51.908    |